# Masacres en Bihar
La siguiente tabla muestra la cronología de las masacres perpetradas en el estado indio de Bijar entre 1977 y 2001:
| Fecha | Localidad          | Distrito   | Atacantes                                                | Víctimas                                | Muertos |
| ----- | ------------------ | ---------- | -------------------------------------------------------- | --------------------------------------- | ------- |
| 1976  | Akodi              | Bhoshpur   | terratenientes                                           | campesinos sin casta                    | 3       |
| 1977  | Belchi             | Patna      | terratenientes                                           | campesinos de castas bajas              | 14      |
| 1977  | Kargha             | Jehanabad  | terratenientes brahmanes                                 | campesinos sin casta                    | 3       |
| 1977  | Brahampur          | Bhoshpur   | terratenientes brahmanes                                 | campesinos sin casta de clase media     | 4       |
| 1978  | Kaila              | Jehanabad  | terratenientes                                           | campesinos sin casta                    | 3       |
| 1979  | Samhauta           | Rohtas     | terratenientes brahmanes                                 | campesinos sin casta                    | 4       |
| 1979  | Bajitpur           | Bhoshpur   | terratenientes brahmanes                                 | campesinos sin casta                    | 3       |
| 1980  | Pipra              | Patna      | terratenientes                                           | campesinos sin casta                    | 14      |
| 1980  | Parasbigha         | Jehanabad  | terratenientes brahmanes                                 | campesinos de castas medias             | 11      |
| 1981  | Mathila            | Bhoshpur   | policías                                                 | militantes                              | 3       |
| 1982  | Maini Bigha        | Aurangabad | terratenientes brahmanes                                 | campesinos sin casta                    | 6       |
| 1983  | Panania            | Gaia       | policías                                                 | militantes del MCC                      | 5       |
| 1984  | Gagan Bigha        | Rohtas     | terratenientes brahmanes                                 | campesinos sin casta                    | 5       |
| 1984  | Ambari             | Aurangabad | terratenientes brahmanes                                 | campesinos sin casta                    | 3       |
| 1984  | Danwar-Bihta       | Bhoshpur   | terratenientes brahmanes                                 | campesinos sin casta                    | 22      |
| 1984  | Kharakpura         | Aurangabad | brahmanes (Lorik Sena)                                   | campesinos sin casta                    | 6       |
| 1985  | Kaithi Bigha       | Aurangabad | terratenientes brahmanes                                 | campesinos sin casta                    | 10      |
| 1985  | Kunai              | Bhoshpur   | policías                                                 | militantes                              | 2       |
| 1986  | Neelampur          | Gaia       | grupo Hare Ram o Lorik Sena                              | campesinos sin casta                    | 5       |
| 1986  | Gaini              | Aurangabad | terratenientes brahmanes                                 | campesinos sin casta                    | 12      |
| 1986  | Aminabad           | Jehanabad  | casta superior, grupo Brahmarshi Sena                    | trabajadores de bidis musulmanes        | 3       |
| 1986  | Jeenpura           | Patna      | grupo Ramanand Yadav o Lorik Sena                        | campesinos sin casta                    | 6       |
| 1986  | Arwal              | Jehanabad  | policías                                                 | militantes del MKSS                     | 24      |
| 1986  | Kansara            | Jehanabad  | brahmanes, grupo Brahmarshi Sena                         | campesinos de castas medias             | 8       |
| 1986  | Parasdih           | Aurangabad | brahmanes, grupo Satyanendra Sena                        | campesinos sin casta                    | 5       |
| 1986  | Darmian            | Aurangabad | campesinos de castas medias                              | terratenientes brahmanes                | 11      |
| 1987  | Chotki-Chhechani   | Aurangabad | brahmanes, grupo Satyanendra Sena                        | campesinos de casta superior o media    | 7       |
| 1987  | Dalelchak-Bhagaura | Aurangabad | campesinos de castas medias                              | terratenientes brahmanes                | 52      |
| 1988  | Narhan             | Jehanabad  | terratenientes de casta superior, con dakoits (ladrones) | campesinos de castas medias, pobres     | 4       |
| 1989  | Nonhi-Nagwan       | Jehanabad  | grupo Ramashish-Rajdev, o Nagwan                         | campesinos sin casta o de castas medias | 18      |
| 1989  | Daumha             | Jehanabad  | grupo Ramashish-Rajdev, o Nagwan                         | campesinos sin casta o de castas medias | 9       |
| 1990  | Dariyapur          | Patna      | casta superior, grupo Kisan Sangh                        | campesinos sin casta                    | 5       |
| 1991  | Tiskhora           | Patna      | casta superior, grupo Kisan Sangh                        | campesinos sin casta                    | 15      |
| 1991  | Dev-Sahiara        | Bhoshpur   | brahmanes, grupo Jwala Singh                             | campesinos sin casta                    | 15      |
| 1991  | Savanbigha         | Jehanabad  | Swarna Liberation Front (brahmanes)                      | campesinos sin casta                    | 7       |
| 1991  | Theendiha          | Gaia       | Sunlight Sena (brahmanes)                                | campesinos sin casta                    | 7       |
| 1991  | Mein-Barsima       | Gaia       | Swarna Liberation Front (brahmanes)                      | campesinos sin casta                    | 10      |
| 1992  | Bara               | Gaia       | campesinos de casta superior o media                     | terratenientes brahmanes                | 34      |
| 1992  | Chainpur           | Rohtas     | policías                                                 | militantes del PU                       | 4       |
| 1992  | Ashabigha          | Gaia       | policías                                                 | militantes del MCC                      | 6       |
| 1993  | Dadar              | Rohtas     | policías                                                 | militantes                              | 3       |
| 1993  | Ekwari             | Bhoshpur   | terratenientes brahmanes                                 | campesinos sin casta                    | 4       |
| 1994  | Aghoura            | Rohtas     | policías                                                 | militantes del PU                       | 4       |
| 1994  | Nadhi              | Bhoshpur   | policías                                                 | militantes                              | 9       |
| 1994  | Matgharna          | Gaia       | policías                                                 | militantes del MCC                      | 11      |
| 1995  | Khopira            | Bhoshpur   | terratenientes brahmanes                                 | campesinos sin casta                    | 3       |
| 1995  | Sarathua           | Bhoshpur   | do                                                       | campesinos sin casta                    | 6       |
| 1995  | Gulzarbigha        | Aurangabad | policías                                                 | militantes del PU                       | 4       |
| 1996  | Chandi             | Bhoshpur   | terratenientes brahmanes                                 | campesinos sin casta                    | 4       |
| 1996  | Pathalpura         | Bhoshpur   | terratenientes brahmanes                                 | campesinos sin casta                    | 3       |
| 1996  | Mathanbigha        | Aurangabad | policías                                                 | militantes del MCC                      | 7       |
| 1996  | Nanaur             | Bhoshpur   | terratenientes brahmanes                                 | campesinos sin casta                    | 5       |
| 1996  | Nadhi              | Bhoshpur   | militantes del CPI-ML                                    | terratenientes brahmanes                | 8       |
| 1996  | Nadhi              | Bhoshpur   | terratenientes brahmanes                                 | campesinos sin casta                    | 9       |
| 1996  | Morath             | Bhoshpur   | terratenientes brahmanes                                 | campesinos sin casta                    | 3       |
| 1996  | Bathanitola        | Bhoshpur   | terratenientes brahmanes                                 | campesinos sin casta y musulmanes       | 22      |
| 1996  | Purhara            | Bhoshpur   | terratenientes brahmanes                                 | campesinos sin casta                    | 4       |
| 1996  | Khanet             | Bhoshpur   | terratenientes brahmanes                                 | campesinos sin casta                    | 5       |
| 1996  | Ekwari             | Bhoshpur   | terratenientes brahmanes                                 | campesinos sin casta                    | 6       |
| 1997  | Khanet             | Bhoshpur   | terratenientes brahmanes                                 | campesinos sin casta                    | 3       |
| 1997  | Machil             | Bhoshpur   | terratenientes brahmanes                                 | campesinos sin casta                    | 3       |
| 1997  | Haibaspur          | Patna      | terratenientes brahmanes                                 | campesinos sin casta                    | 10      |
| 1997  | Akhopur            | Jehanabad  | terratenientes brahmanes                                 | campesinos sin casta                    | 4       |
| 1997  | Jalpura            | Patna      | militantes del PU                                        | terratenientes brahmanes                | 11      |
| 1997  | Indo               | Patna      | policías                                                 | militantes del PU                       | 6       |
| 1997  | Ekwari             | Bhoshpur   | terratenientes brahmanes                                 | campesinos sin casta                    | 10      |
| 1997  | K-hadasin          | Jehanabad  | terratenientes brahmanes                                 | campesinos sin casta                    | 8       |
| 1997  | K-odihara          | Patna      | policías                                                 | militantes del PU                       | 2       |
| 1997  | Katesar Nala       | Jehanabad  | terratenientes brahmanes                                 | campesinos sin casta                    | 6       |
| 1997  | Laksmanpur-Bathe   | Jehanabad  | terratenientes brahmanes                                 | campesinos sin casta                    | 58      |
| 1997  | Chauram            | Jehanabad  | militantes del CPI(ML) Liberation                        | terratenientes brahmanes                | 9       |
| 1998  | Nagari Bazaar      | Bhoshpur   | terratenientes brahmanes                                 | campesinos sin casta                    | 10      |
| 1998  | Aiyara             | Jehanabad  | terratenientes brahmanes                                 | campesinos sin casta                    | 3       |
| 1998  | Sigori             | Gaia       | policías                                                 | militantes del MCC                      | 6       |
| 1998  | Rampur-Aiyara      | Jehanabad  | militantes del PU                                        | terratenientes brahmanes                | 7       |
| 1998  | Mahadev Bigha      | Gaia       | policías                                                 | militantes del MCC                      | 4       |
| 1999  | Shankar Bigha      | Jehanabad  | terratenientes brahmanes                                 | campesinos sin casta                    | 23      |
| 1999  | Narayanpur         | Jehanabad  | terratenientes brahmanes                                 | campesinos sin casta                    | 11      |
| 1999  | Usri Bazar         | Jehanabad  | militantes                                               | terratenientes brahmanes                | 7       |
| 1999  | Bheempura          | Jehanabad  | militantes del PW                                        | terratenientes brahmanes                | 4       |
| 1999  | Senari             | Jehanabad  | militantes del MCC                                       | terratenientes brahmanes                | 35      |
| 1999  | Sujathpur          | Buxar      | policías                                                 | militantes                              | 16      |
| 1999  | Sendani            | Gaia       | terratenientes brahmanes                                 | campesinos sin casta o de castas medias | 12      |
| 2000  | Lakhisaraia        | Lakhisarai | contratistas de castas medias                            | trabajadores sin casta, areneros        | 11      |
| 2000  | Rajebigha          | Nawada     | terratenientes brahmanes                                 | campesinos de castas medias             | 5       |
| 2000  | Afsar              | Nawada     | campesinos de castas medias, de clase media              | terratenientes brahmanes                | 12      |
| 2000  | Mianpur            | Aurangabad | terratenientes brahmanes                                 | campesinos sin casta o de castas medias | 35      |
| 2000  | Dumariyan          | Bhoshpur   | terratenientes brahmanes                                 | campesinos sin casta o de castas medias | 6       |
| 2001  | Chironichi Bigha   | Gaia       | militantes del MCC                                       | policías                                | 6       |
| 2001  | Kariambura         | Jehanabad  | policías                                                 | militantes del PW                       | 5       |